# Assassin's Creed Rogue
Assassin's Creed Rogue es un videojuego de acción-aventura y sigilo de ficción histórica, desarrollado por Ubisoft Sofia y publicado por Ubisoft. Fue lanzado en Norteamérica el 11 de noviembre de 2014, en Australia el 13 de noviembre y para Europa el 14 de noviembre, para las consolas PlayStation 3, Xbox 360. Posteriormente fue lanzado para Microsoft Windows, el 10 de marzo de 2015.
Una versión remasterizada del juego se puso a la venta el 20 de marzo de 2018, con el nombre de Assassin's Creed Rogue Remastered, para las consolas PlayStation 4 y Xbox One.
Es la séptima entrega de la saga Assassin's Creed y su temática gira en torno a la Guerra de los Siete Años (1756-1763) en Norteamérica, incluyendo el Atlántico Norte, el valle del río Apalache y Nueva York.
Está protagonizado por Shay Patrick Cormac, un Asesino traicionado por su hermandad que se une a los Templarios en busca de venganza, durante la Guerra de los Siete Años en el océano Atlántico. Es la secuela de Assassin's Creed IV: Black Flag, con este juego termina la trilogía de la América Colonial. En el juego aparecen Haytham Kenway y Achilles de Assassin's Creed III, Adéwalé de Assassin's Creed IV: Black Flag y Charles Dorian, Arno Victor Dorian y Elise de la Serre de Assassin's Creed: Unity.
Cronológicamente, es la secuela de Assassin's Creed IV: Black Flag; contiene además referencias a Assassin's Creed III y Assassin's Creed: Unity.

## Argumento
La historia comienza en el presente, donde un nuevo empleado en Abstergo Entertainment se mete en la piel de Shay Patrick Cormac a través del Animus.
La trama comienza en el año 1752 con Shay y Liam (un asesino profesional y corsario del "Chevalier"). Ambos se encuentran varados en una isla en el atlántico Norte durante la Guerra de los Siete Años. Después de liberar a unos contrabandistas de un barco británico, el personaje infiltrado en Abstergo sale del Animus y se encuentra con Violet Da Costa, quien le indica que el archivo de memorias de Shay tiene un virus que afecta al edificio de Abstergo que está asociado con Helix. Una vez arreglado el problema, el personaje regresa al Animus para seguir investigando los recuerdos de Shay.
De vuelta al Animus, Shay y Liam regresan a la hacienda de Aquiles Davenport. Mientras Adewale le informa a Aquiles sobre un terremoto ocurrido en Haití, Shay se dirige a entrenar con Liam, Hope (una maestra asesina) y Kesegowaase (un nativo que le enseñará a ser sigiloso y a cazar animales). Una vez completado el entrenamiento, Aquiles le encomienda una misión importante a Shay. Su misión consiste en recuperar un manuscrito y una caja controlados por los Templarios. Achilles cree que estos objetos son la clave para localizar los fragmentos restantes del Fruto del Edén. A bordo del Morrigan, su primera pista lo lleva a Halifax. Allí contacta con un espía llamado Le Chasseur, quien le informa que el manuscrito ha sido enviado a Lawrence Washington (medio hermano de George Washington). Inmediatamente, Shay y Liam regresan para informarle a la Hermandad de lo que saben. Hope les dice que el paquete que se envió a Lawrence lo llevará hasta su lugar de hospedaje en Virginia. Por lo tanto, Achilles le dice a Shay que descubra todo lo que pueda saber sobre Lawrence Washington y el paradero del manuscrito. Una vez localizado, Shay elimina a Lawrence pero no logra descubrir nada sobre el manuscrito o la caja.
En 1754, Shay y Liam continúan su búsqueda, por lo cual se reúnen nuevamente con Le Chasseur. Le Chasseur les informa que deben encontrar a Samuel Smith, un ingeniero contratado por los Templarios para averiguar el funcionamiento de la caja. Ambos se dirigen al Atlántico Norte y localizan a Smith, eliminándolo y recuperando la caja. Luego, se dirigen a Albany para reagruparse con Hope y Liam. Estos le informan que, debido a la muerte de Lawrence, James Wardrop maneja los asuntos de los Templarios, teniendo en su poder el manuscrito. Shay localiza a Wardrop en un fuerte militar, acabando con él y recuperando el manuscrito. Una vez recuperados los dos objetos, Shay y Hope se reúnen con Benjamin Franklin para que los ayude a descifrar el contenido de la caja. Gracias al pararrayos de Franklin, la caja muestra un mapa holográfico con un punto marcado en Lisboa, Portugal. Shay se reagrupa con Hope y Achilles, encargándole la tarea de localizar el Templo de los Precursores y recuperar el fragmento del Edén.
En 1755, Shay llega al Templo en Lisboa. Después de encontrar la entrada secreta, Shay se encuentra con un artefacto pero, al momento de tocarlo, se deshace y produce un terremoto en la ciudad. Arrepentido de lo que ha hecho, regresa a la hacienda de Davenport y sostiene una discusión con Achilles y sus colegas. Shay les dice que el terremoto que presenció en Lisboa era igual al que sucedió en Haití en 1752 y culpa a Aquiles por enviarlo allí a destruir la ciudad. Ellos no concuerdan con lo que dice Shay y le dicen que se vaya. Shay se enfurece, así que, entra de nuevo en la hacienda y roba el manuscrito. Aquiles lo descubre y luchan por él pero logra escapar. Sin embargo, los Asesinos lo interceptan y acorralan. Este les dice que no puede devolver el manuscrito o morirán muchas personas. Aun así, Liam le dispara por la espalda y antes de caer al mar, el recuerdo se interrumpe.
En el presente, un técnico de Abstergo y Viola intentan descifrar un fallo en los recuerdos de Shay. Los únicos recuerdos disponibles son 20 años después del recuerdo actual, por lo que deciden continuar con la investigación. De regreso al Animus, Shay aparece en París en busca de Benjamin Franklin, pero nuevamente se interrumpe el recuerdo. Debido al virus que afecta los servidores del Animus, el protagonista es enviado a reiniciarlos. Completado el objetivo, regresa al Animus.
En 1756, Shay es rescatado, atendido y hospedado por los Finnegan, una familia que vive en Nueva York. Al instante son atacados por unos vándalos pero Shay se deshace de ellos. Los Finnegan le agradecen y le dan la vestimenta de su hijo, que era templario. Él también les agradece por cuidarlo pero les pregunta si tenía un manuscrito. Sin embargo, ellos niegan haber visto un objeto el día que lo encontraron. Lo que significa que el manuscrito está en el fondo del océano y los Asesinos lo han dado por muerto. Shay se decide a perseguir a los bandidos locales de la ciudad y acaba con el líder de ella. Allí conoce al Coronel George Monro, un hombre que desea unir fuerzas con Shay para contribuir con el bienestar de la ciudad. Al regresar a casa de los Finnegan, Monro le informa que un amigo suyo se encuentra en problemas, por lo que Shay accede rescatarlo. Shay salva a Christopher Gist de la horca, pero mientras habla con el, observa su barco (El Morrigan) en el puerto de la ciudad y logra recuperarlo. Gist le ayuda a conseguir los integrantes de la tripulación, Shay lo acepta como su primer oficial en el Morrigan y se dirigen a Albany. Al llegar allí, el coronel Monro les informa sobre un proveedor de armas reunido en un fuerte francés, a lo cual Shay accede a ir con ellos a capturarlo. Al destruir el fuerte, Shay se encuentra con Le Chasseur. Este le dice que la única forma en la que puede seguir con vida es acabar con él o avisara a la hermandad de que él está vivo. En consecuencia, Shay asesina a Le Chasseur y abandona el fuerte. Al regresar a Nueva York, Shay descubre que Benjamin Franklin se encuentra en la ciudad, desarrollando armas químicas para utilizarlas contra la ciudad. Al reunirse con él, se lleva el plano de un prototipo de arma, destruye los suministros de venenos y se reagrupa con sus colegas.
En 1757, Shay recibe el manuscrito perdido y una carta del Coronel Monro que describe haber encontrado el libro en el océano y que ha estado en su posesión todo este tiempo. Le dice que durante el tiempo que se conocen, Shay ha estado sirviendo a la causa templaria debido a su experiencia con Los Asesinos. Por lo que le cede el manuscrito confiando en que traduzca su contenido para la Orden de Los Templarios. Por lo tanto, Shay decide dirigirse al fuerte William Henry para salvarlo del problema en que se encuentra. Al llegar al fuerte, rescata a Monro pero se encuentra con Kesegowaase. Intenta perseguirlo pero se ve obligado a escapar para salvar a Monro. Shay decide reunirse nuevamente con Monro y otro templario (Jack Weeks). Monro le explica que sus hombres lo rescataron y lo llevaron con los Finnegan. Shay aprovecha la oportunidad de devolverle el manuscrito diciéndole que corre más peligro en sus manos, por lo que Monro acepta quedárselo. Jack Weeks les informa que Kesegowaase va a atacar la ciudad, entonces Shay decide frustrar sus planes y buscar ayuda. Allí ayuda a los aldeanos indígenas y al ejército británico de los franceses. Cuando llega a Albany, ayuda a Monro y persigue a Kesegowaase. Antes de morir, Kesegowaase le dice que los templarios no tendrán éxito y Monro estará muerto. Apresuradamente, Shay rescata a Monro. Monro le dice que el Asesino se llevó el libro, por lo que deduce que Liam lo tiene en su poder. Pero al final, Monro muere por las heridas dejando el anillo Templario en su mano. Después de ello, Shay se reúne con los miembros de la Orden de los Templarios. Al estar de acuerdo con los reglamentos, Haytham Kenway (hijo de Edward Kenway y el padre Connor Kenway) le da la bienvenida.
En el presente, el protagonista sale del Animus. Violet le envía al despacho de la presidenta Melanie (anteriormente el presidente de Abstergo era Olivier Garnier en Black Flag, muerto por Aiden Pierce de Watch Dogs) a restablecer otro servidor que dará acceso a los recuerdos de Shay. Al llegar mantiene una conversación breve con Melanie y le indica dónde está el servidor. Al restablecerlo, regresa al Animus. Esta vez en 1776, Shay aparece nuevamente en París, encontrando a Franklin. Cuando lo salva, le dice que debe verse con alguien en el Castillo de Versalles y el recuerdo se interrumpe.
De vuelta en el año 1757, Shay le cuenta a Haytham lo que los Asesinos intentan hacer con el manuscrito, le explica todo sobre los fragmentos del Edén y sobre los terremotos que estos artefactos pueden ocasionar al planeta. Por lo tanto, Haytham le asigna la tarea de detener a un grupo de Asesinos en Luisburgo, liderados por Adewalé.
En 1758, Shay y Gist se reúnen con Haytham y James Cook. Dirigiendo el barco de Cook, Shay asedia Luisburgo con la flota británica. Pero los franceses se resisten y se desata una batalla naval. Al salir ilesos de la batalla, Shay se dirige a Vieille Carriere para encontrar a Adewalé. Al asesinarlo le pide que lo perdone y que acabará con todo el que apoye a Aquiles.
En 1759, Shay espía la reunión de Achilles y los asesinos en Nueva York, en la que descubre su próxima expedición. Shay se lo informa a Haytham y a Jack, y todos se proponen a detenerlos. Por lo tanto, se infiltran en la banda de Hope, robando todos sus ingresos. Después de ello, Haytham y Shay descubren el paradero de Hope. Él encuentra la mansión donde se refugia Hope y Liam, pero ella lo descubre y escapa, activando un gas tóxico por toda la casa. Shay logra salir del lugar, la persigue y la asesina. Él se lamenta por haberla matado pero ella le dice que no tenía opción. Ahora Shay va tras Liam y Aquiles en su expedición. Pero antes debe localizar a Louis-Joseph Gaultier de la Vérendrye. Por lo que va hacia a Anticosti para encontrarlo y saber el lugar de la expedición. Al llegar, extrae mapas de viaje codificados y se los lleva a Cook para que lo ayude a encontrarlo. Ambos van en su búsqueda. Mientras están en el océano, De La Vérendrye contraataca con su navío. Al destruirlo, Shay aborda el barco, lo asesina y obtiene las cartas de navegación. Después de completar su objetivo, se reagrupa con Haytham para ir tras Liam y Aquiles.
En 1760, Shay, Haytham y Gist se encuentran en el Polo Norte. Él y Haytham localizan la entrada al Templo de los Precursores y encuentra a Liam y Aquiles dentro. Aquiles se da cuenta de que Shay tenía razón al ver que los artefactos sostienen la superficie de la Tierra. Shay le dice que si le hubiera hecho caso, no hubiera ocurrido nada de lo que ha pasado. Sin embargo, Liam intenta dispararle por traicionar a la Hermandad, pero Achilles lo evita. Accidentalmente, Liam tumba el artefacto y ocurre un terremoto. Todos se dispersan, pero Shay va tras Liam. Al alcanzarlo, ambos caen de un precipicio. Shay sobrevive pero Liam muere. Al regresar al Morrigan, Shay evita que Haytham mate a Achilles, diciéndole que el ya sabe el peligro de esos artefactos y su muerte no resolvería el problema. Haytham accede a dejarlo vivir, pero le dispara en la pierna para que nunca olvide lo que ha ocurrido. Al final, Haytham le dice a Shay que debe encontrar la caja perdida que revela el mapa mundial de los demás Templos y él acepta la misión.
En el presente, el protagonista sale del Animus. El técnico Berg y Viola le envían a restablecer el último servidor. Una vez que lo hace, descubre que Berg y Viola son templarios y le piden que envié la historia de Shay al sistema central de los Asesinos. Pero Berg le informa que hay un último recuerdo disponible de Shay.
De regreso al Animus, Shay y Franklin se encuentran nuevamente en París, Versalles durante el año 1776. La persona con la que debe reunirse es Charles Dorian, quien posee la caja que ha estado buscando. Al infiltrarse en el Palacio, se encuentra en su camino a dos niños pequeños: Arno y Elise. Al encontrar a Charles, lo asesina, se lleva la caja y abandona el lugar, recordando el juramento de la Orden de los Templarios.
En la escena poscréditos, el asesino infiltrado en Abstergo se reúne con Melanie, Viola y Berg. Estos le explican que los templarios ocultan su identidad bajo la compañía Abstergo Entertainment y le ofrecen una elección: Unirse a la Orden de los Templarios o morir si se niega.

## Modo de juego
El entorno es similar al de Assassin's Creed IV: Black Flag. La exploración es en tercera persona de mundo abierto y exploración naval.
Aspectos navales de las entregas anteriores volverán con el Morrígan, la nave que controla el jugador a través de Shay. Este barco puede navegar en aguas menos profundas en comparación al Jackdaw (de Edward Kenway), lo que permite al barco navegar en ríos. Las características incluyen nuevas armas en los barcos, como soltar un rastro de aceite que luego puede ser encendido, ametralladoras Puckle, y la habilidad de los enemigos de abordar el Morrigan durante un combate naval. El entorno ártico también cuenta con jugabilidad naval y exploración, como ciertos icebergs que pueden ser embestidos con un rompehielos. Las misiones de buceo de Black Flag no existen en el Atlántico Norte, ya que nadar hace que la salud del jugador baje rápidamente debido al agua fría.
En el combate, el juego introduce un rifle de aire, lo que permite al jugador noquear en silencio a los enemigos desde una distancia muy larga. El rifle de aire puede ser equipado con una variedad de diferentes proyectiles, tales como petardos. El personaje también puede utilizar un lanzagranadas, que dispara granadas de metralla y otras cargas. El combate mano a mano se ha modificado ligeramente y ahora los ataques enemigos puede ser contrarrestados con control del tiempo, similar a la serie de videojuegos de Batman: Arkham. Los asesinos enemigos cuentan con arquetipos similares a los juegos anteriores, utilizando habilidades que los jugadores han estado utilizando desde el juego original como esconderse en los arbustos, mezclarse con las multitudes y llevar a cabo ataques aéreos contra el jugador. El gas venenoso ahora puede utilizarse como un arma ambiental, y Shay posee una máscara que puede mitigar sus efectos.

## Personajes
- Steven Piovesan y Sylvain Agaesse como Shay Patrick Cormac.
- Andreas Apergis y Benoit Allemane como Juhani Otso Berg.
- Lucinda Davis como Violet da Costa.
- Stéfanie Buxton como Cassidy Finnegan.
- Richard M. Dumont como Christopher Gist.
- Shawn Campbell como James Cook.
- Adrian Hough y Tristan Harvey como Haytham Kenway.
- Danny Blanco Hall como Kesegowaase y Daniel Cross.
- Chimwemwe Miller como Le Chasseur.
- Tristan D. Lalla y Didier Lucien como Adéwalé.
- Vincent Hoss-Desmarais como James Wardrop.
- Ralph Prosper como Jack Weeks.
- Rick Jones como Benjamin Franklin.
- Guy Sprung y Denis Mercier como William Johnson.
- Roger Aaron Brown y Patrick Chouinard como Aquiles Davenport.
- Patricia Summersett como Hope Jensen.
- Graham J. Cuthbertson como George Monro.
- Marcel Jeannin como Louis-Joseph Gaultier, Chevalier de la Vérendrye.
- Stephen Beckett como Charles Dorian.
- Cristina Rosato como Melanie Lemay.
- Michel Perron como Barry Finnegan.
- Harry Standjofski como Lawrence Washington.
- Tod Fennell como George Washington.
- Alain Goulem como Samuel Smith.
- Susan Glover como Onatah.
- Julian Casey como Liam O'Brien.
- Amy Landecker como Laetitia England.
- Phil Proctor como Warren Vidic.
- Nadia Verrucci como Juno.
- Pascale Chemin como Violet da Costa.
- Aoife McMahon y Mary Katherine Harvey como ciudadanos de Nueva York
- Shawn Baichoo y Noel Burton como arquitectos.

Entre las voces adicionales se encuentran:
- Maxime Allard.
- Pierre Auger.
- Marc Bellier.
- Lee Boardman.
- Cláudia Cadima.
- Geneviève Côté.
- Mail Davan-Soulas.
- Carla de Sá.
- Genevieeve Dempsey.
- Marie-Alice Depestre.
- Frédéric Desager.
- Paula Fonseca.
- Javier Gamir.
- David Ganly.
- Holly Gauthier-Frankel.
- Catherine Lavoie.
- Pauline Little.
- Luís Lucas.
- Lisa Martin.
- Stuart Martin.
- Carlo Mestroni.
- Peter Michael.
- Marilou Morin.
- José Neves.
- Damian O'Hare.
- Godefroy Reding.
- Daniel Roy.
- François Trudel.
- John Voce.
- Jim Ward.
- Martin Watier.
- Frédérik Zacharek

## Recepción

### Crítica
Assassin's Creed Rogue ha recibido comentarios mixtos y positivos por parte GameRankings y Metacritic. El título ha recibido comentarios positivos por la historia y los personajes pero recibió críticas sobre la falta de innovaciones, similitud con Black Flag y la perspectiva de los Templarios.
La PS4 le otorgó una puntuación de 80/100 diciendo que 

Rogue no pasará a la historia como el título más revolucionario de la saga, pero al menos presenta contenido suficiente como para satisfacer a los jugadores y mantiene todo lo que funcionó en Black Flag para despedirse de la pasada generación. Pensado para los incondicionales de la franquicia, una entrega que ni aporta ni innova, pero que tampoco molesta".

3D Juegos le dio una puntuación de 8/10 diciendo que 

Rogue es un notable videojuego que, sin embargo, está muy lejos de los habituales estándares de calidad de la saga. Aunque ofrece de nuevo todo lo que puede dar de sí la fórmula de Black Flag, lo cierto es que su fórmula es algo perezosa, poco inspirada y sin un atisbo de [innovación]. [Aun así] su variedad, generosa cantidad de contenidos y la diversión que depara son, eso sí, motivos suficientes para que los [jugadores] de la saga Assassin's Creed le presten atención".